# Olios albinus
Olios albinus là một loài nhện trong họ Sparassidae.
Loài này thuộc chi Olios. Olios albinus được Irving Fox miêu tả năm 1937.